# Nguyễn Đức Thận
Nguyễn Đức Thận là một sĩ quan cấp cao trong Quân đội nhân dân Việt Nam, hàm Trung tướng, nguyên Cục trưởng Cục Quân huấn, Bộ Tổng Tham mưu

## Thân thế và sự nghiệp
Ông quê tại xã Đại Đồng, huyện Tứ Kỳ, Tỉnh Hải Dương
Năm 2007, giữ chức Tư lệnh Quân đoàn 2
Năm 2011, giữ chức Cục trưởng Cục Quân huấn, Bộ Tổng Tham mưu
Tháng 6 năm 2015, ông nghỉ chờ hưu.
Thiếu tướng (2008), Trung tướng (2012)